# شاریک تارا
شاریک تارا (انگلیسی: Şarık Tara؛ زادهٔ ۲۲ آوریل ۱۹۳۰ - درگذشته ۲۸ ژوئن ۲۰۱۸) کارآفرین، بازرگان و مدیر ارشد اجرایی اهل ترکیه بود، که در سال ۱۹۵۷ شرکت انکا را تأسیس نمود.